# Kenseiden
Kenseiden (剣聖伝?) è un videogioco a piattaforme del 1988 sviluppato e pubblicato da SEGA per Sega Master System.
La versione coreana del gioco è stata modificata, ambientando le vicende in Corea, e distribuita con il titolo 화랑의검?, Hwarang-ui GeomLR.

## Trama
Il protagonista del gioco è Hayato, un samurai che deve attraversare 16 province del Giappone affrontando creature demoniache per recuperare una spada.

## Modalità di gioco
Diviso in 16 livelli ambientati nel Giappone feudale, il gameplay di Kenseiden è paragonabile a Castlevania.